# Historia de San Marino

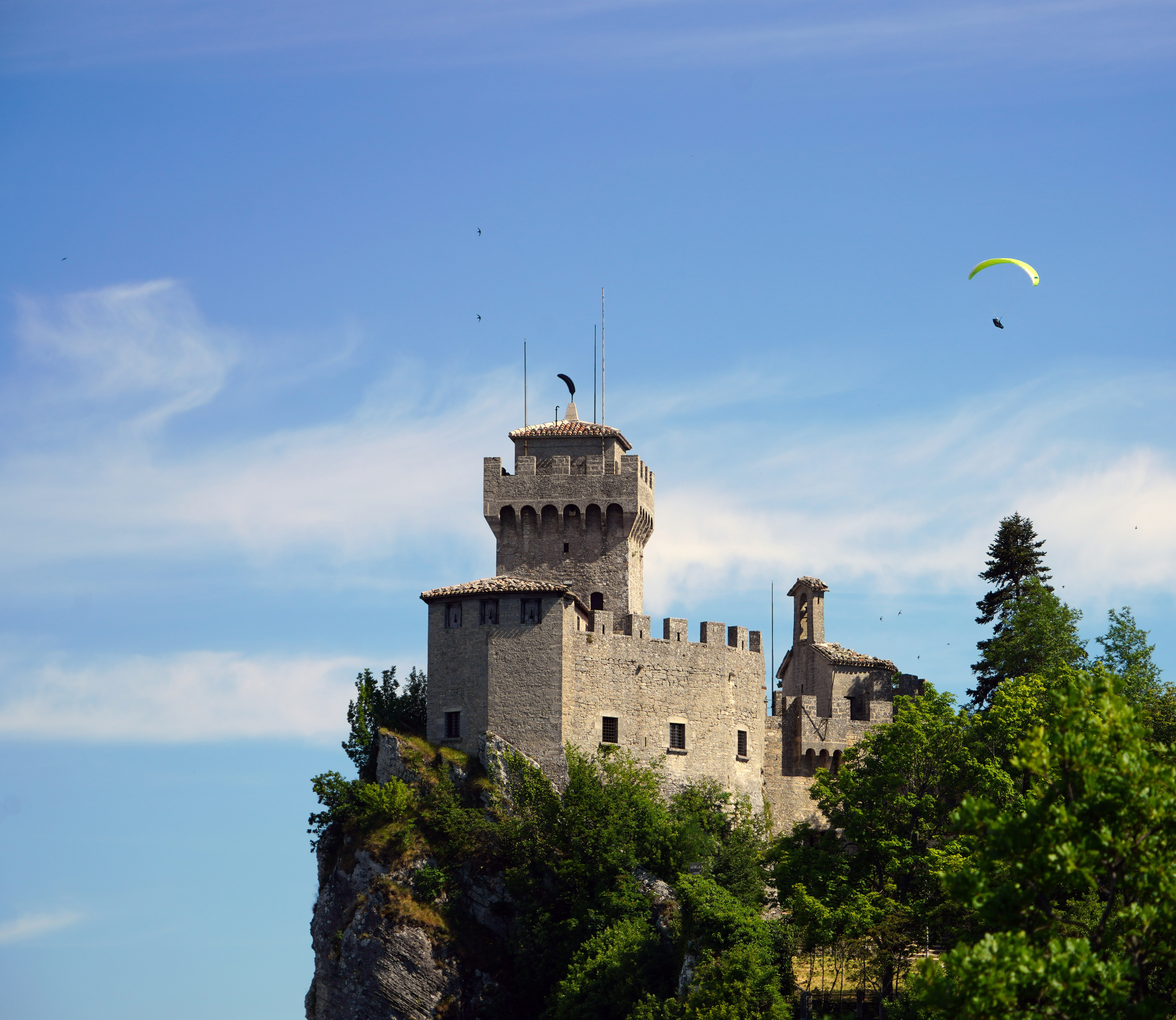
Castillo de La Cesta o Fratta, en San Marino.

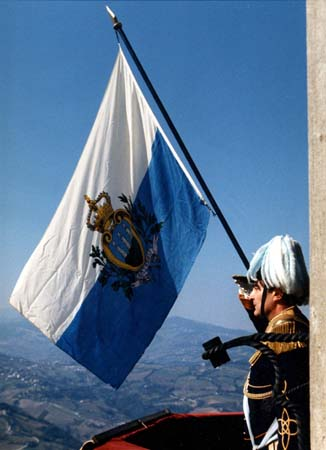
Un guardia del Consejo Grande y General (Consiglio Grande e Generale) saludando a la bandera nacional sanmarinense.

San Marino, el tercer estado más pequeño de Europa, también es la república más antigua. De acuerdo a la tradición, fue fundada en el 301 cuando un cantero cristiano llamado Marinus el Dálmata dejó la isla de Arbe para escapar de la política anticristiana del emperador romano Diocleciano. Marinus se escondió en la cima del Monte Titano, el más alto de los siete que posee San Marino y fundó una pequeña comunidad cristiana. La propietaria del terreno, una compasiva mujer de Rímini, les dejó en herencia el territorio.
Lo que está demostrado es que el lugar ha sido habitado desde tiempos prehistóricos, aunque la existencia documentada de la república comienza en el siglo X. En memoria del cantero la zona se llamó Territorio de San Marino, luego "Comunidad de San Marino", hasta que se le dio el nombre oficial: "República de San Marino".
En tiempos de los lombardos San Marino estaba encuadrado en el Ducado de Spoleto.
El gobierno estaba compuesto por una asamblea llamada Arengo, que estaba compuesta por todos los cabezas de familia. En 1243, se estableció la figura de los Capitanes Regentes (Capitani Reggenti) para actuar como jefes de estado. Las primeras leyes datan de 1263. La Santa Sede, en ese tiempo en manos del papa Nicolás IV, reconoció la independencia de San Marino en 1291.
El territorio de la república consistía únicamente en el Monte Titano hasta 1463, cuando entró en la alianza contra Segismundo Pandolfo Malatesta, Señor de Rímini, que sería derrotado. Debido a ello el papa Pío II cedió a San Marino las ciudades de Fiorentino, Montegiardino, y Serravalle. Ese mismo año la ciudad de Faetano se unió a la república por su propia voluntad. Desde entonces, la superficie de la república ha permanecido invariable.
Las autoridades de San Marino redactan un legajo de documentos con el propósito de mejorar los Estatutos Comunitarios promulgados en el año 1300, posicionando el 8 de octubre de 1600 en vigencia las actuales Leyes Estatutarias, conjunto de normas constitucionales. 
La "Serenísima República" ha sido ocupada militarmente tres veces en toda su historia, aunque por breve tiempo:
- En 1503, César Borgia, ocupó la república hasta la muerte de su padre pocos meses después.
- En 1739, el Cardenal Alberoni volvió a invadir el pequeño Estado pero la desobediencia civil y las protestas ante el Papa Clemente XII para obtener justicia dieron resultado.
- La última ocupación del país ocurrió en 1944. San Marino era neutral en la Segunda Guerra Mundial; sin embargo, la Wehrmacht (Ejército alemán) lo ocupó durante su retirada y fue seguido por los aliados. Estos últimos sólo permanecieron unas semanas.

El estado fue reconocido por Napoleón en 1797 y en el Congreso de Viena en 1815. Debido a la unificación de la Península Itálica, la independencia de San Marino tuvo que sellarse con un tratado en 1862 con la emergente República Italiana, que fue revisado y corroborado en 1939 y 1971. 
San Marino es la única ciudad-estado itálica que aún sobrevive. Como Andorra, Liechtenstein y Mónaco, parece un anacronismo de tiempos medievales, cuando la jurisdicción de una ciudad no iba más allá del alcance de las armas desde las murallas. Junto con la Ciudad del Vaticano es el único país europeo completamente rodeado por otro. 
Durante la Segunda Guerra Mundial San Marino mantuvo su neutralidad, pero aun así su territorio fue escenario de la batalla de San Marino entre las tropas alemanas y británicas. Tras esto, San Marino pidió una cuantiosa indemnización al gobierno británico que fue rechazada, y reemplazada por un pago ex gratia de 80 000 libras esterlinas. 
Desde 1945 hasta 1957, San Marino fue gobernada por una coalición de izquierda encabezada por comunistas. Otra coalición, esta vez entre democristianos y socialdemócratas, llegó al gobierno desde 1957 hasta 1973.
De ahí vendría un tiempo de gobiernos de corta duración hasta 1978, cuando los comunistas recuperarían el poder. Debido a un escándalo financiero, perderían el poder, pero con una alianza con los democristianos lograrían alcanzar el poder en 1993 y 1998.
Ingresó en el Consejo de Europa como miembro de pleno derecho en 1988, presidiendo la organización en la primera mitad del año 1990. Además se convirtió en miembro de Naciones Unidas en 1992, y adoptó el euro en 2002 como moneda nacional, pese a no pertenecer a la Unión Europea.
Este país, con el fin de disminuir su dependencia de la República de Italia, ha venido conformando una serie de acuerdos con Suiza en los campos político, económico y social. Esta alianza ha abierto el camino a un nuevo tipo de relaciones diplomáticas, pioneras en el siglo XXI, pero que recuerdan, vagamente, a las relaciones internacionales de época medieval. 
- Datos: Q1444167
- Multimedia: History of San Marino / Q1444167